# Turzyca zajęcza
Turzyca zajęcza (Carex leporina) – gatunek byliny z rodziny ciborowatych. Jest szeroko rozprzestrzeniony w strefie umiarkowanej półkuli północnej – występuje niemal w całej Europie, w północno-zachodniej Afryce, w Azji (z wyjątkiem południa) oraz w zachodniej części Ameryki Północnej. Jako introdukowany rośnie we wschodniej części Ameryki Północnej, w Południowej Afryce, Nowej Zelandii, na Tasmanii. W Polsce jest pospolity na całym obszarze.

## Morfologia

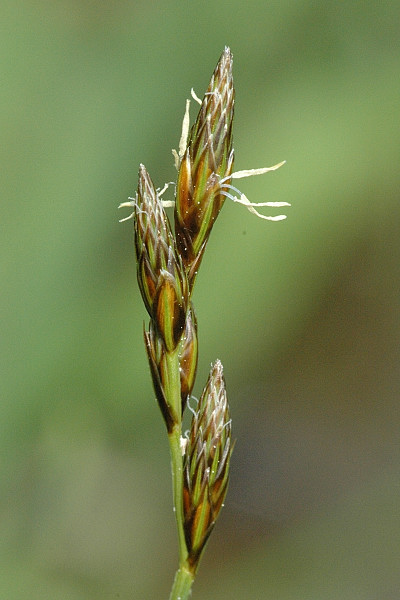
Kwiatostany podczas kwitnienia

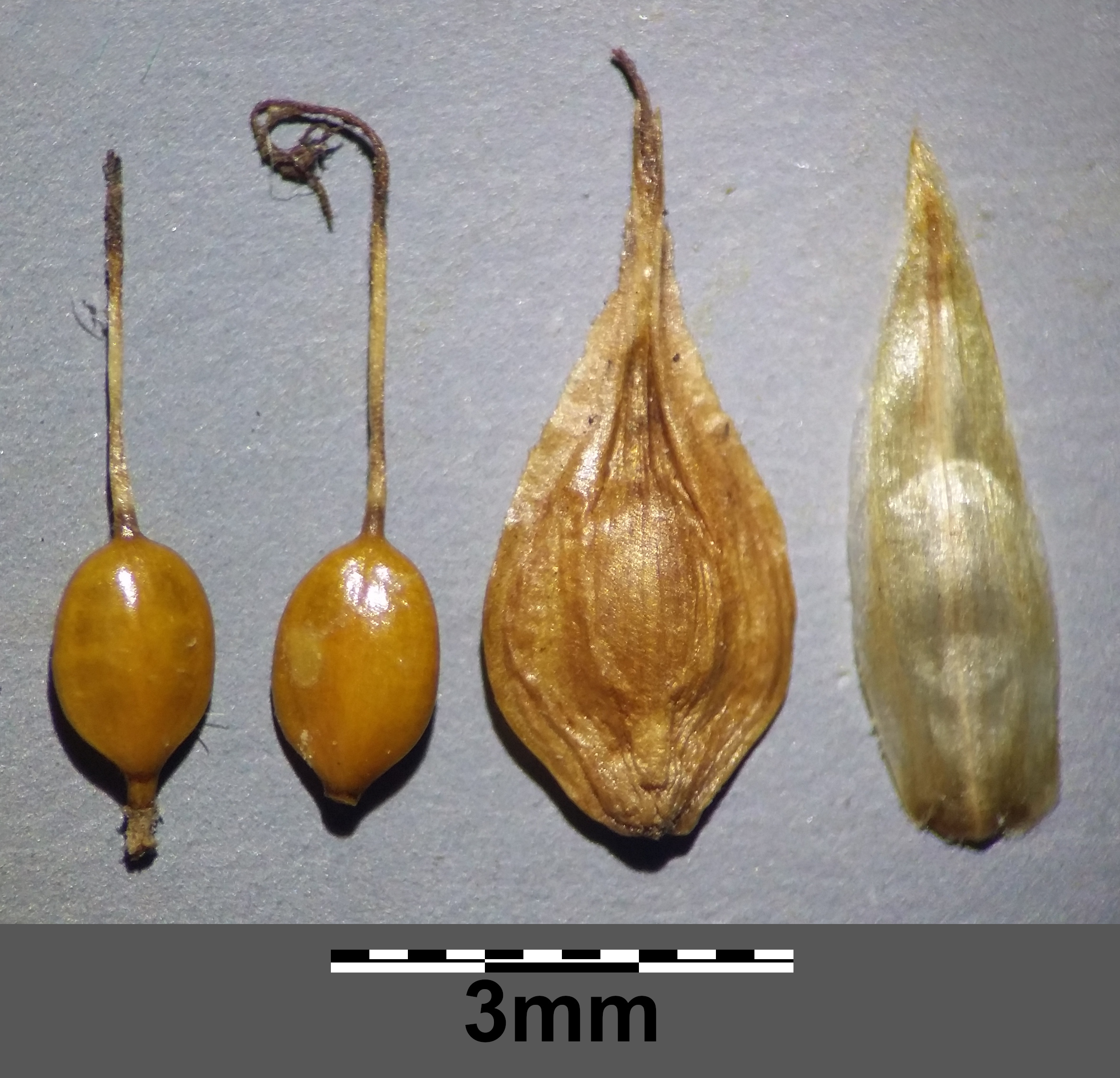
Pęcherzyki i przysadki

PokrójRoślina trwała, wysokości 20–70 cm, gęstodarniowa.
ŁodygaSztywno wzniesiona, tylko u dołu ulistniona, ku górze ostro trójkanciasta i nieco szorstka.
LiściePochwy liściowe jasnobrązowe, włókniste. Blaszki liściowe o szorstkich brzegach, płaskie lub rynienkowate, 2–3 mm szerokości.
KwiatyZebrane w kwiatostan kłosowaty, rzadko główkowaty, osiągający 2–4 cm długości i składający się z 3–7 (9) ciasno stojących jajowatych kłosów. Kłosy u dołu z kwiatami męskimi, z żeńskimi u góry. Przysadki zaostrzone, jasnobrązowe, biało obrzeżone z zielonym grzbietem. Pęcherzyki prawie tak długie jak plewy, jajowate, żółtobrązowe, otoczone skrzydełkami z dzióbkiem o dwóch ząbkach, słupek z dwoma znamionami. Kwitnie od maja do sierpnia.
OwoceOrzeszek brązowy i błyszczący zamknięty w pęcherzyku.

## Ekologia
Występuje w ubogich murawach oraz wilgotnych pastwiskach.